# سهو (طسوج)
سهو (بالفارسية: سهو) هي قرية تقع في إيران في Tasuj Rural District. يقدر عدد سكانها بـ 77 نسمة بحسب إحصاء 2016.